# Umlaut
Als Umlaut wird in der Sprachwissenschaft eine besondere Weise des Lautwandels von Vokalen bezeichnet, wie sie beispielhaft für verschiedene germanische Sprachen beschrieben ist. Dabei wird die Aussprache eines Vokals assimilierend dem Vokal oder Halbvokal einer folgenden Silbe angeglichen, beispielsweise als i-Umlaut vor einem /i/-Laut. In der Geschichte des Hochdeutschen tritt i-Umlaut im Althochdeutschen als Primärumlaut bei umgelautetem /a/-Vokal in Erscheinung, wiedergegeben mit dem Schriftzeichen e. Im Mittelhochdeutschen sind weitere umgelautete Vokale schriftlich repräsentiert, in neuhochdeutscher Sprache mit eigenen Graphemen, heute oft den Umlautbuchstaben ä, ö und ü. Ähnliche Lautwandelprozesse aus dem i-Umlaut treten in anderen germanischen Sprachen auf; bei allen wird die frühe Umlautung von *e nach *i vor folgendem i-Laut angenommen, ausgenommen das Gotische. Daneben sind Umlautentwicklungen vor einem /a/-Laut oder einem /u/-Laut als a-Umlaut beziehungsweise u-Umlaut bekannt, zum Beispiel im Isländischen.
Die beim Lautwandel durch Umlauten jeweils entstandenen Laute – ein Umlautvokal bzw. Umlautdiphthong – werden Umlaute genannt. Die gleiche Bezeichnung ist für die sie symbolisierenden Buchstaben ä, ö, ü gebräuchlich; das diese von den Buchstaben a, o, u unterscheidende Zeichen ist das Umlautzeichen (englisch: umlaut).
Andere als die germanischen Sprachen haben dem Umlaut verwandte Erscheinungen. Dazu gehört insbesondere die im Griechischen und dem Avestischen häufige Epenthese des i.

## Sprachgeschichtlicher Umlaut
Die Bezeichnung Umlaut im sprachhistorischen Sinne wurde von Jacob Grimm eingeführt, der auch das Phänomen der Brechung für den a-Umlaut beschrieb. Vom Umlaut zu unterscheiden ist der Ablaut, der eine andere etymologische Herkunft und Funktion hat.

### Vokalveränderung
Der Umlaut ist die Veränderung der Artikulation (Zungen- und/oder Lippenstellung) eines Vokals in einem Morphem, auf das eine Beugungs- oder Ableitungssilbe folgt oder früher folgte, die – im Falle des i-Umlauts – den Vokal i oder den Halbvokal j enthält. Im Falle des u-Umlauts und des a-Umlauts erfolgt die Änderung eines Vokals dementsprechend in die Richtung des Lautes u bzw. a (dazu Vokaldreieck oder Vokaltrapez). Der Ausdruck Umlaut bezeichnet eigentlich den Vorgang, also die Vokalveränderung, sekundär auch dessen Ergebnis, also die verschobenen Vokale.
In späterer Zeit trat Umlaut sehr häufig analogisch ein. Während er etwa in Gast – Gäste und Lamm – Lämmer lautgesetzlich ist, ist er etwa in Nagel – Nägel und Wald – Wälder eine sekundäre Übernahme. Im Gegenwartsdeutschen ist der Umlaut besonders vor dem Diminutivsuffix -chen produktiv, also auch vor entlehnten Wörtern: siehe z. B. Skandäl-chen, Motör-chen, Büs-chen.

### Ursache der Vokaländerung

#### i-Umlaut
Der helle Vokal i übt eine assimilierende Wirkung aus, indem er den Vokal einer vorausgehenden Silbe sich selbst ähnlich, also heller macht. In althochdeutschen Zeugnissen tritt diese Wirkung zunächst nur beim ă in Erscheinung, da dessen umgelautetes Allophon durch den Buchstaben e bezeichnet wird, sowie beim schon früher eingetretenen Wandel von ë (germanisches e) > i. In späterer Zeit, deutlich seit dem Mittelhochdeutschen, kommen auch bei den Vokalen â, ŏ/ô und ŭ/û je länger je mehr eigene Grapheme (heute ä, ö, ü) oder Digraphen wie ae, oe, iu (für die Diphthonge üe < uo, öu < ou) auf. Der Umlaut blieb auch erhalten, wenn das i oder j wegfiel oder zu Schwa abgeschwächt wurde. So heißt es im Mittelhochdeutschen ich valle, aber du vellest (fällst), weil die zweite Person ursprünglich ein i hatte (althochdeutsch fallis).
Eine spätere Entwicklung (durch Analogie) ist dagegen die Bildung des Verbs rüemen (rühmen, neben ruomen) von ruom (Ruhm); hier konnte primär kein Umlaut eintreten, weil im Althochdeutschen das ursprüngliche j der Infinitivendung wegen des vorherigen Wandels von -jan zu -en bereits verschwunden war (germanisch *hrōmjan → althochdeutsch hruomen, ruomen).
Auch bei Substantiven, deren Stammvokal im Plural umgelautet wird (Mann – Männer), erklärt sich diese Änderung durch den Einfluss eines früher in der Endsilbe der Pluralform stehenden i.
Anderseits kommt es auch nicht selten vor, dass scheinbar mit dem Verlust eines i oder j auch seine Wirkung, der Umlaut, verschwunden ist (sog. „Rückumlaut“), so wie zum Beispiel im Mittelhochdeutschen und Neuhochdeutschen im Infinitiv für gotisch brannjan (brennen) gesagt wird, aber im Imperfekt mittelhochdeutsch brante (heute: brannte geschrieben), obwohl die entsprechende gotische Form brannida lautet. Tatsächlich ist jedoch in solchen Fällen (lange Stammsilbe) primär nie ein Umlaut eingetreten (siehe schon althochdeutsch brennen / branta / gi-brant !), da das im Gotischen zwischen dem Wortstamm und der Ableitung des Imperfekts und des Partizip Perfekts noch erhaltene i im Westgermanischen schon vorher ausgefallen war. In diese Kategorie fällt u. a. auch denken / dachte / gedacht, bringen / brachte / gebracht, niederdeutsch sööken / sochte / (ge-)socht bzw. englisch to seek / sought / sought (suchen / suchte / gesucht – wegen des Wandels von germanisch *sōkjan → suohhen im Hochdeutschen gänzlich ohne Umlaut); der konsonantische Lautwandel (k/g → ch/gh, Schwund des n) ist auf den frühen Wegfall des i zurückzuführen.

#### u-Umlaut
In den skandinavischen Sprachen (altnordische Sprachstufe, Isländisch, Färöisch), vielleicht auch im Althochdeutschen (der Sachverhalt ist umstritten), hat auch u in der Folgesilbe die gleiche assimilierende Kraft wie das i. In diesem Fall spricht man vom u-Umlaut.

#### a-Umlaut
Hierunter wird die Senkung vor einem a in der Folgesilbe verstanden; siehe a-Umlaut.

## Umlaut als Bezeichnung von Buchstaben
Als Umlaut bezeichnet man auch die Buchstaben Ä/ä, Ö/ö, Ü/ü. Die damit bezeichneten Laute sind oft, aber nicht immer im historischen Sinne umgelautete Vokale. Die Bedeutung „Buchstabe für den Laut ä, ö oder ü“ ist also vom Umlaut im sprachgeschichtlichen Sinne zu unterscheiden. Phonetisch liegt kein besonderer Unterschied im Laut- oder Ausdruckswert zu den Grundvokalen vor.
Die deutschen Umlautpunkte (allgemeiner auch Umlautzeichen genannt) entstanden aus einem über a, o oder u geschriebenen kleinen e (siehe dazu Herkunft der Umlautbuchstaben).
Ein Trema hat dieselbe Gestalt wie Umlautpunkte, aber eine andere Funktion. Es weist zum Beispiel in Aëlita auf die getrennte Aussprache von A und e hin. Zur in der Datenverarbeitung gelegentlich notwendigen Unterscheidung von Umlaut und Trema siehe Trema.

### Artikulation in der deutschen Sprache
- ä [ɛ], auch [æ] oder [e]
  - äu/eu [ɔɪ]
- ö [ø] oder [œ]
- ü [y] oder [ʏ]

### Artikulation im Schwedischen
Im Schwedischen stehen die Buchstaben Ä ([⁠ɛ⁠] und [⁠æ⁠]) und Ö ([⁠œ⁠] und [⁠ø⁠]) am Ende des Alphabetes, nach dem Å, welches ähnlich wie das deutsche O ausgesprochen wird. Den Buchstaben Ü gibt es in der schwedischen Sprache mit Ausnahme ausländischer Namen nicht. Diese werden z. B. in Telefonbüchern unter Y eingeordnet.

### Artikulation im Isländischen
Der Buchstabe Ö ist der letzte im isländischen Alphabet.
Gesprochen wird er: [⁠œ⁠], wie ein Ö in Löffel.
Beispiel: köttur (Katze)
Steht er jedoch vor nk, ng oder gi, so spricht man ihn wie [œy], ähnlich wie in feuille (Blatt)
Beispiel: fjallgöngumaður (Bergsteiger)

### Artikulation im Estnischen
Im Estnischen stehen die Buchstaben Ä, Ö und Ü am Ende des Alphabets und gelten als eigenständige Buchstaben. Eine Umschreibung von Ä als AE, Ö als OE und Ü als UE ist nicht möglich, da diese dann als Diphthonge gälten.

### Artikulation im Finnischen
Im Finnischen stehen die Buchstaben Ä ([⁠æ⁠]) und Ö ([⁠œ⁠]) am Ende des Alphabetes, nach dem Y, welches wie das deutsche Ü als [⁠y⁠] ausgesprochen wird. Den Buchstaben Ü gibt es in der finnischen Sprache nicht.

### Artikulation im Ungarischen
Im Ungarischen werden die Buchstaben ö, ü und ő, ű so alphabetisch angeordnet, dass sie nach o bzw. u kommen. Somit ergibt sich die alphabetische Reihenfolge o, ó, ö, ő bzw. u, ú, ü, ű. Im Ungarischen heißen Umlaute ékezet, auf Deutsch Beschmückung oder Verschönerung, wobei die Umlaute mit Punkten kurz, die mit Strichen (˝, Doppelakut) lang auszusprechen sind.

### Darstellung von Umlauten
In Frakturschriften wurden die Umlaute durch ein nachgestelltes oder über den Buchstaben gestelltes kleines „e“ geformt (Beispiel: ae → aͤ ). Die Konvention, Umlaute mit zwei Punkten über dem Buchstaben zu bezeichnen, entwickelte sich im Deutschen aus einer vertikalen Ligatur von Vokal und einem darüber angedeuteten Kurrent-e, das wie zwei verbundene Aufstriche (etwa wie 11) geschrieben wurde. Doch noch im 19. Jahrhundert stellte bei den Großbuchstaben der Ersatz von Ä, Ö, Ü durch Ae, Oe, Ue die Normalität dar; gewisse Frakturschriften verwandten damals selbst bei Kleinbuchstaben noch das übergeschriebene „e“. Auch die Antiqua kannte im Fall von Großbuchstaben die übergestellten Punkte ursprünglich nicht, sodass sich noch in älteren Texten des 20. Jahrhunderts häufig Ae, Oe, Ue statt Ä, Ö, Ü finden. In manchen Ortsnamen wie zum Beispiel Aegidienberg, Oettingen, Uelzen sowie regelhaft in der Deutschschweiz (Aefligen, Oerlikon, Ueberstorf) ist dies bis heute amtlich. Sonst ist diese Umschreibung nur noch üblich, wenn der verwendete Zeichensatz keine entsprechenden Buchstaben zur Verfügung stellt (Beispiele: ä → ae, Ä → AE oder Ae). In deutschsprachigen Kreuzworträtseln werden Umlaute dagegen meistens als AE, OE und UE geschrieben.
In der Schreibschrift gibt es neben den zwei übergestellten Punkten auch noch andere Schreibweisen (allographische Varianten). Die beiden häufigsten Varianten sind a) zwei kurze vertikale Striche anstelle der Punkte (daher ist in Ostösterreich, wo diese Schreibweise bevorzugt wird, auch von ü-/ä-/ö-Stricherl die Rede), b) ein horizontaler Strich über dem Buchstaben, der gerade oder leicht nach unten durchgebogen ist. Dieser Strich kann sowohl dem u-Bogen als auch dem Reduplikationsstrich ähneln, durch den in der deutschen Schreibschrift der Kleinbuchstabe u vom kleinen n respektive vom verdoppelten nn (n̄) unterschieden wird. Somit kann eine nachlässige Ausführung dieser Schreibweise zu einer Verwechselung zwischen u, nn (n̄) und ü führen.
In der Werbegraphik und bei stilisierter Schrift werden die Umlautpunkte oft verfremdet; z. B. wird stattdessen ein einzelner Punkt oder Strich oder ein anderes graphisches Merkmale verwendet, das origineller wirken und den Umlaut trotzdem unterscheiden soll (vgl. etwa die Logos der FPÖ und der KPÖ in Österreich).
Im Ungarischen sind dagegen zwei Formen der Umlautkennzeichnung jeweils als graphematisches Merkmal zu werten, d. h., sie haben bedeutungsunterscheidende Funktion. Von den Punkten (Trema) zu unterscheiden ist der so genannte Doppelakut (zwei nebeneinanderstehende Akut-Akzente), der wie der einfache Akut-Akzent auf anderen Vokalbuchstaben der Kennzeichnung der langen Aussprache dient.
Im Finnischen können auch Akzentzeichen (Á, Ó) anstelle der Umlautpunkte verwendet werden. Diese Schreibweise gilt aber als veraltet und wird nur noch selten in handschriftlichen Texten, sowie in der Werbung (v. a. Lichtreklame) verwendet.
Im Nauruischen werden die Umlaute mit einer Tilde dargestellt (ä=ã, ö=õ, ü=ũ). Die Schreibung der Tilden ist heutzutage jedoch nicht mehr üblich, sodass Wörter mit Umlauten in der Regel ohne Tilden geschrieben werden.

### Darstellung und Eingabe in Computersystemen
Da frühe Computertechnologie oft ohne Rücksicht auf nationale Besonderheiten entwickelt wurde, war die Darstellung von Umlauten in vielen Bereichen, wenn überhaupt, nur durch spezielle Anpassungen möglich.
Im Sieben-Bit-ASCII-Zeichensatz sind Umlaute nicht enthalten, weshalb viele ältere Computersysteme sie nicht ohne weiteres darstellten. Allerdings waren nach ISO 646 zwölf Zeichen zur Verwendung für nationale Sonderzeichen vorgesehen. Von diesen wurden für die Darstellung des deutschen Alphabets vor der Einführung erweiterter Zeichensätze sieben Zeichen ([\]{|}~) zur Darstellung der deutschen Umlaute und des Eszett (ÄÖÜäöüß) benutzt (DIN 66003). Für den ASCII-Code war ursprünglich auch die zusätzliche Verwendung des ASCII-Anführungszeichens (") als Umlaut-Zeichen gedacht, analog zur Doppelverwendung der Tilde (~), des Zirkumflex (^) und des Gravis (`).
Die ASCII-Erweiterung ISO 8859-1 (Latin 1) enthält alle Umlaute. Fast alle modernen Computer benutzen auch den im Jahr 1991 erstmals veröffentlichten Unicode-Standard und können Umlaute verarbeiten und darstellen. Da die älteren ISO-Kodierungen nicht mit der verbreiteten UTF-8-Kodierung für Unicode übereinstimmen, können sich auch auf modernen Computern Probleme mit der Darstellung von Umlauten ergeben.
In der Eingabeaufforderung von Microsoft Windows wird aus Kompatibilitätsgründen immer noch der alte IBM-PC-Zeichensatz verwendet, sodass Umlaute und ß dort andere Codenummern haben als in anderen Windows-Programmen.
Durch fremdsprachige optische Zeichenerkennung wird aus ü manchmal fälschlicherweise ii, wie beispielsweise Miihe statt Mühe, was manchmal von Deutsch-Unkundigen weiterverwendet wird.
Je nach Tastatur gestaltet sich die Eingabe von Umlauten unterschiedlich – auf Tastaturen im deutschen Sprachraum gibt es eigens dafür vorgesehene Tasten, auf anderen Tastaturbelegungen kann Tastatur-Belegungs-Software verwendet werden, um Umlaute einzugeben.

#### Unicode
In Unicode gibt es zwei unterschiedliche Kodierungsformen von Umlauten: decomposed (‚zerlegt‘) und precomposed (‚vorher zusammengesetzt‘).
Die Form decomposed wird durch das Folgen des Zeichens U+0308 (COMBINING DIAERESIS) gebildet, was eigentlich ein nachträglich auf den Vokal gesetztes Trema bedeutet.
Die Form precomposed ist folgendermaßen definiert und kodiert:
| Zeichen | Unicode  | Unicode                               | Name                          |
| Zeichen | Position | Bezeichnung                           | Name                          |
| ------- | -------- | ------------------------------------- | ----------------------------- |
| Ä       | U+00C4   | Latin capital letter A with diaeresis | Lateinischer Großbuchstabe Ä  |
| Ö       | U+00D6   | Latin capital letter O with diaeresis | Lateinischer Großbuchstabe Ö  |
| Ü       | U+00DC   | Latin capital letter U with diaeresis | Lateinischer Großbuchstabe Ü  |
| ä       | U+00E4   | Latin small letter a with diaeresis   | Lateinischer Kleinbuchstabe ä |
| ö       | U+00F6   | Latin small letter o with diaeresis   | Lateinischer Kleinbuchstabe ö |
| ü       | U+00FC   | Latin small letter u with diaeresis   | Lateinischer Kleinbuchstabe ü |

##### URL-Kodierung
In der URL-Kodierung werden Umlaute nach UTF-8 und mit vorangestelltem %-Zeichen kodiert, und auch in E-Mails sollten Umlaute als UTF-8 kodiert werden. Letzteres sollte jedes moderne E-Mail-Programm umsetzen.
| Zeichen | Unicode | Unicode binär     | UTF-8 binär       | UTF-8 hexadezimal |
| ------- | ------- | ----------------- | ----------------- | ----------------- |
| Ä       | U+00C4  | 00000000 11000100 | 11000011 10000100 | %C3%84            |
| Ö       | U+00D6  | 00000000 11010110 | 11000011 10010110 | %C3%96            |
| Ü       | U+00DC  | 00000000 11011100 | 11000011 10011100 | %C3%9C            |
| ä       | U+00E4  | 00000000 11100100 | 11000011 10100100 | %C3%A4            |
| ö       | U+00F6  | 00000000 11110110 | 11000011 10110110 | %C3%B6            |
| ü       | U+00FC  | 00000000 11111100 | 11000011 10111100 | %C3%BC            |

##### HTML
Weil man im HTML-Quelltext ursprünglich nicht die Zeichenkodierung festlegen konnte, musste man Umlaute mittels sogenannter benannter Zeichen (named entities) verwenden, die aus einem einleitenden &, einem symbolischen Namen und einem schließenden ; bestehen. Heute ist jedes beliebige Unicode-Zeichen darstellbar, indem man die dezimale Nummer mit &# und ; bzw. die hexadezimale Nummer mit &#x und ; umschließt. Ferner gibt es nun die Möglichkeit, den Zeichensatz per Meta-Anweisung (<meta ... />) im HTML-Dokument festzulegen, wodurch die Darstellung der Umlaute mittels benannter Zeichen meist nicht nötig ist.
Allgemein gilt, dass das benannte Zeichen eines Vokals mit zwei Punkten darüber in HTML nach folgendem Schema gebildet wird: & gefolgt vom Vokal gefolgt von uml;.
| Zeichen | Unicodeposition | HTML        | HTML    | HTML    |
| Zeichen | Unicodeposition | hexadezimal | dezimal | benannt |
| ------- | --------------- | ----------- | ------- | ------- |
| Ä       | U+00C4          | &#x00C4;    | &#196;  | &Auml;  |
| Ö       | U+00D6          | &#x00D6;    | &#214;  | &Ouml;  |
| Ü       | U+00DC          | &#x00DC;    | &#220;  | &Uuml;  |
| ä       | U+00E4          | &#x00E4;    | &#228;  | &auml;  |
| ö       | U+00F6          | &#x00F6;    | &#246;  | &ouml;  |
| ü       | U+00FC          | &#x00FC;    | &#252;  | &uuml;  |

#### TeX und LaTeX
TeX und LaTeX können den Umlaut über beliebige Zeichen setzen. Dazu gibt es zwei Befehle
- im Textmodus für den Textsatz erzeugt \"a ein ä
- im mathematischen Modus erzeugt \ddot a das Formelzeichen {\displaystyle {\ddot {a}}}
- mit dem Paket yfonts können Umlaute mit einem hochgestellten e für manche Fonts mit \* erzeugt werden.

Mit dem (veralteten) Paket german.sty oder mit dem Paket babel vereinfacht sich die Eingabe der deutschen Umlaute zu "a, "o und "u. Durch Angabe einer passenden Option zum Paket inputenc ist es auch möglich, die Umlaute im Textmodus direkt einzugeben.
Moderne TeX-Implementationen wie XeTeX und LuaTeX unterstützen Unicode direkt und erlauben daher die Eingabe von Umlauten ohne Notwendigkeit von Zusatzpaketen.

#### Andere Bereiche
In Domainnamen können Umlaute mittels des Kodierungsverfahrens IDNA genutzt werden.
Bei Schreibmaschinen gibt es neben der üblichen Bauform mit separaten Umlauten auch Bauformen, bei denen die Umlaute aus separaten Zeichen für die Buchstaben und den Umlautpunkten zusammengesetzt wurden.
Heavy-Metal-Umlaute dienen dazu, Bandnamen ein fremdartiges Erscheinungsbild zu geben und „Härte“ auszudrücken.

### Alphabetische Sortierung
Die Sortierung von Wörtern, die Umlaute enthalten, ist sowohl vom Land als auch vom Zweck abhängig. Näheres hierzu siehe Alphabetische Sortierung.

### Personennamen mit Umlauten
Personen mit Umlauten im Namen haben häufig Probleme, da viele elektronische Systeme Umlaute nicht verarbeiten können und man auf Umschreibungen (ae, oe, ue) ausweichen muss. Gerade in Personalausweisen und Reisepässen ist der Name dann in zweierlei Weise geschrieben, einmal richtig und in der maschinenlesbaren Zone (MRZ) mit Umschrift der Umlaute, was besonders im Ausland für Verwirrung und Verdacht auf Dokumentenfälschung sorgt. Österreichische Ausweisdokumente können (müssen aber nicht) eine Erklärung der deutschen Sonderzeichen (auf Deutsch, Englisch und Französisch, z. B. 'ö' entspricht / is equal to / correspond à 'OE' ) beinhalten.
Am 1. Oktober 1980 entschied das Bundesverwaltungsgericht, dass die technisch bedingte fehlerhafte Wiedergabe von Sonderzeichen auf elektronischen Systemen ein wichtiger Grund für die Änderung des Familiennamens sein kann (der Kläger wollte die Schreibweise seines Namens von Götz in Goetz ändern, war aber damit zunächst beim Standesamt gescheitert; Aktenzeichen: 7 C 21/78). Die seit 1. Januar 1981 geltende Allgemeine Verwaltungsvorschrift zum Namensänderungsgesetz erkennt in Nr. 38 Sonderzeichen im Familiennamen als Grund für eine Namensänderung an (auch eine bloße Änderung der Schreibweise gilt als solche).